# Setra 200
Setra 200 — серия автобусов, выпускаемых немецкой компанией Setra с 1976 по 1995 год. В серию входят городские автобусы, междугородние автобусы и туристические автобусы.

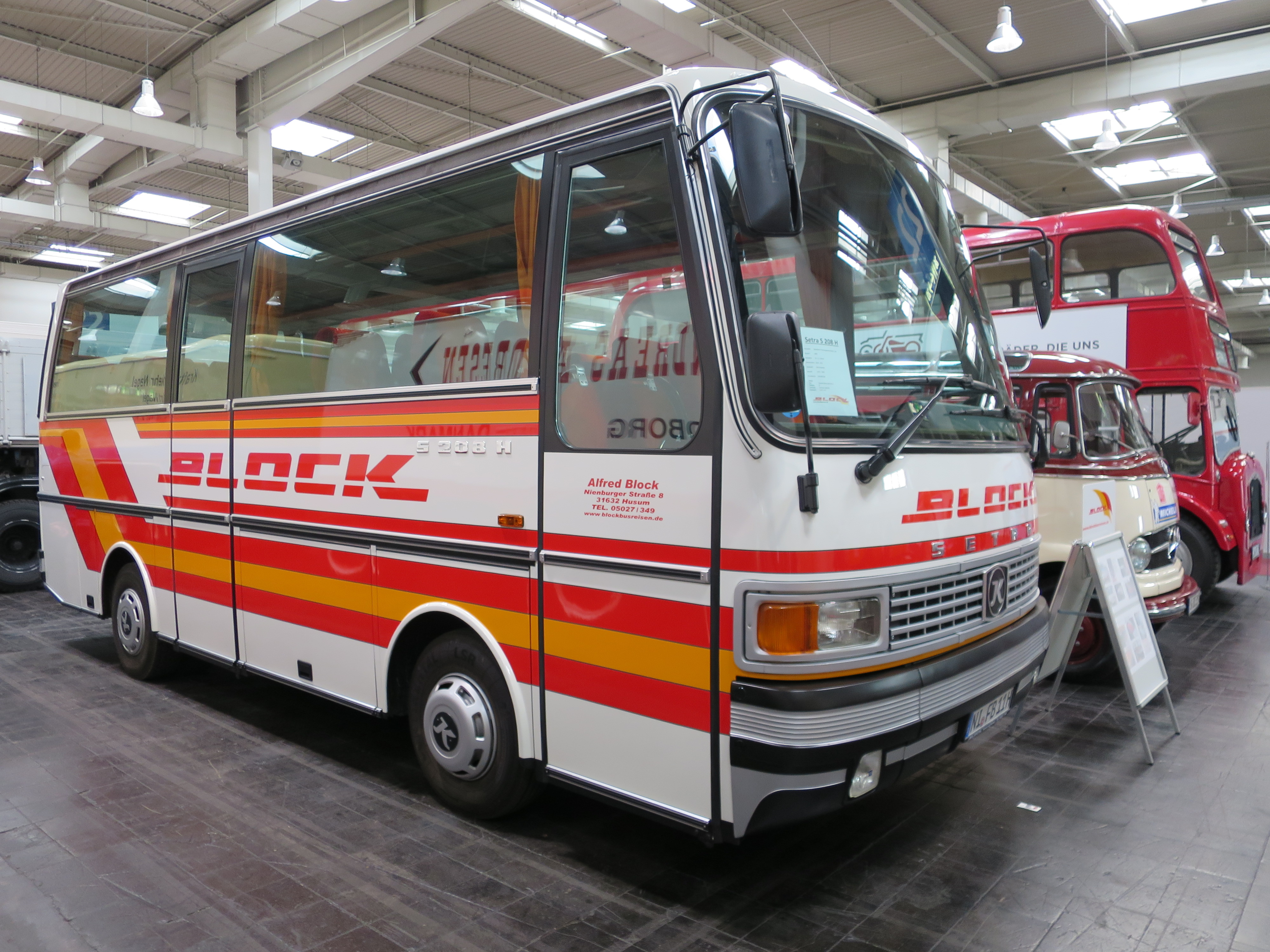
Setra S 208 H

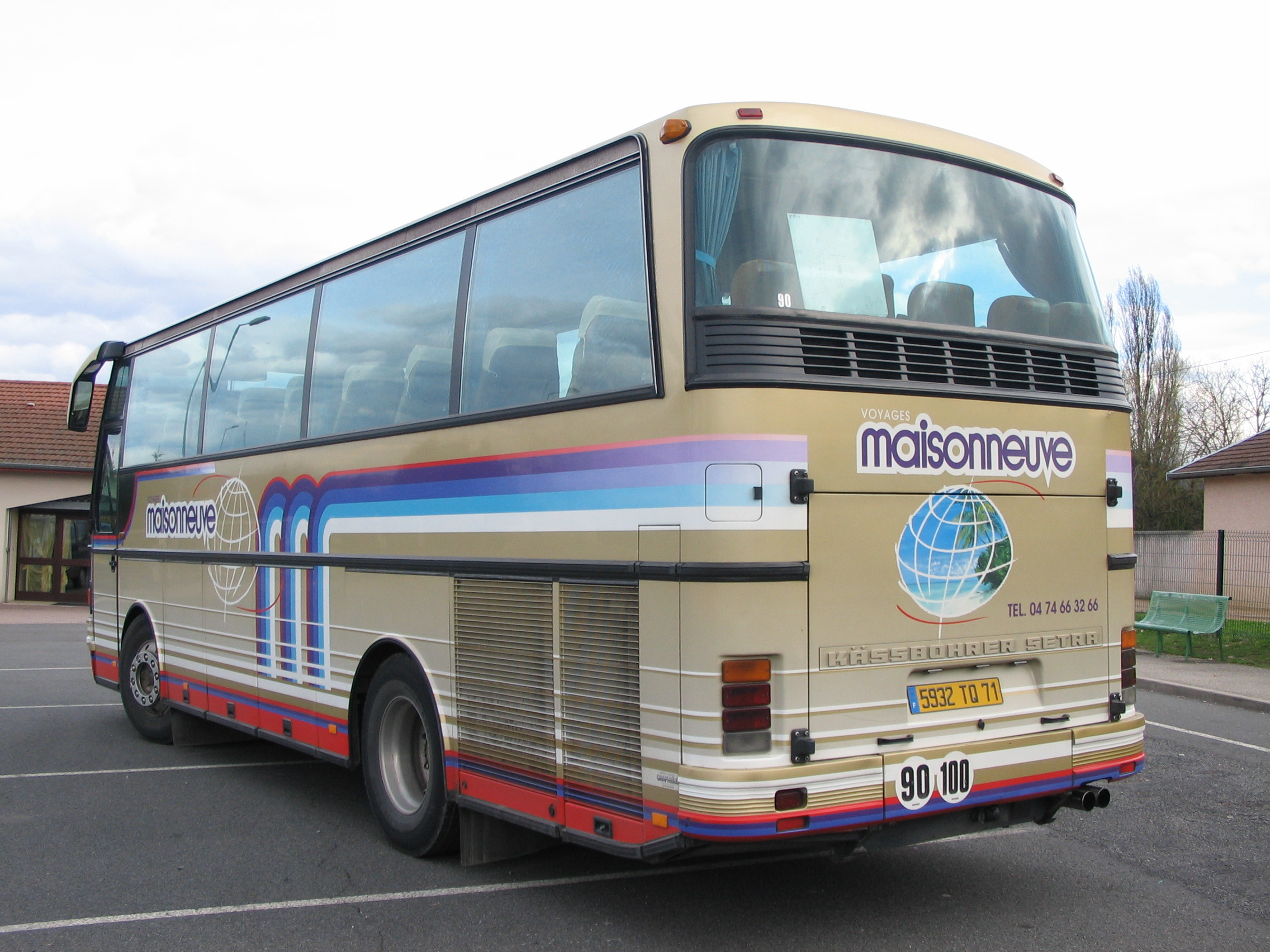
Setra S 210 HD

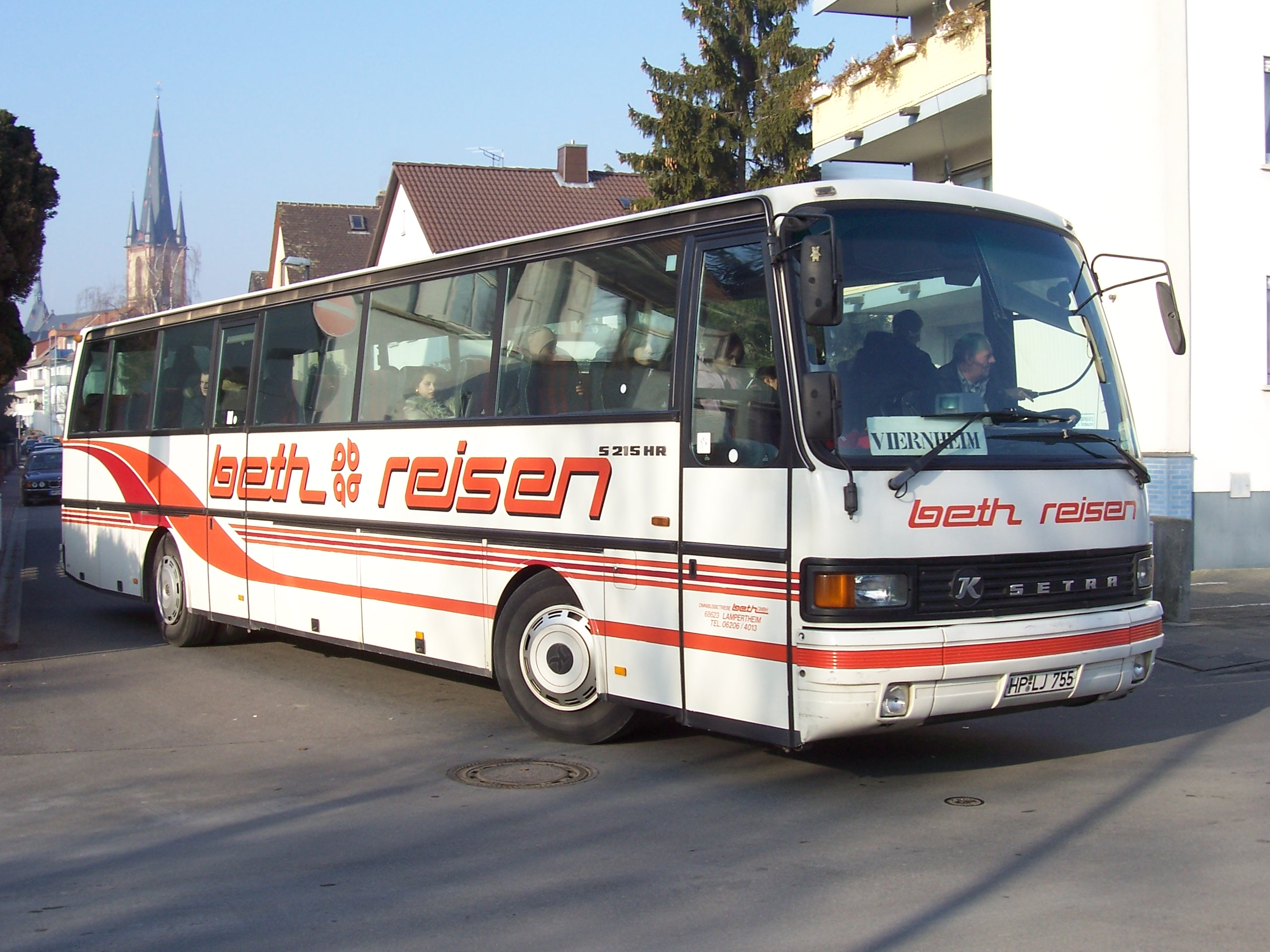
Setra S 215 HR

## Модельный ряд

#### Городские автобусы
- S 213 HUL
- S 213 RL
- S 213 UL (для Почты Швейцарии и вооружённых сил Федеративной Республики Германия)
- S 215 NR
- S 215 RL
- S 215 SL
- S 215 UL
- S 217 NR
- SG 219 SL
- SG 220 UL (3 экземпляра)
- SG 221 UL

#### Туризм
- S 200
- S 208 H
- S 208 HM
- S 208 HMU
- S 208 HU
- S 209 H
- S 209 HM
- S 209 HMU
- S 209 HU
- S 210 H
- S 210 HD
- S 210 HI
- S 210 HM
- S 210 HMU
- S 210 HU
- S 211 H
- S 211 HD
- S 211 HDI
- S 211 HDU
- S 211 HI
- S 211 HM
- S 211 HMU
- S 211 HU
- S 212 H
- S 212 HM
- S 212 HMU
- S 212 HU
- S 212 HD
- S 213 H
- S 213 HD
- S 213 HDU
- S 213 HI
- S 213 HM
- S 213 HMA (ширина уменьшена до  2400 мм)
- S 213 HMI
- S 213 HMU
- S 213 HR
- S 213 HRI-GT
- S 214 H
- S 214 HD
- S 214 HDI
- S 214 HDU
- S 215 H
- S 215 HD
- S 215 HDH
- S 215 HDH-2
- S 215 HDH-3
- S 215 HDI
- S 215 HDS
- S 215 HDU
- S 215 HI
- S 215 HM
- S 215 HMI
- S 215 HMU
- S 215 HR
- S 215 HR-GT
- S 215 HRI
- S 215 HRI-GT
- S 215 HU
- S 216 HDS
- S 216 HDSI
- S 217 HDH
- S 221 HDS (сочлененный)
- S 228 DT
- S 228 DTI
- S 250 SPÉCIAL
- SG 221 HDS